# Hans Henglein & Sohn
Henglein und Sohn GmbH sowie das damit verbundene Unternehmen Henglein GmbH & Co. KG in Klosterhäseler, An der Poststraße ist ein Lebensmittelhersteller mit Schwerpunkt bei Fertigprodukten aus Kartoffeln und Teigwaren.

## Geschäftstätigkeit
Hans Henglein & Sohn stellt Kartoffelprodukte und Teigwaren her und handelt mit Kartoffeln und Zwiebeln. Beides macht es sowohl als Markenhersteller als auch als Hersteller von Handelsmarken. Das Unternehmen ist Teil der Unternehmensgruppe Henglein und innerhalb dieser auch für die Vermarktung von Produkten anderer Firmen innerhalb des Konzerns verantwortlich, insbesondere von Hefeprodukten und Backteigen. Das Auslandsgeschäft umfasste im Geschäftsjahr 2021 einen Umsatzanteil von 30,1 Prozent.
Produktionsstandorte befinden sich im mittelfränkischen Wassermungenau mit dem Schwerpunkt Kartoffelprodukte und in Klosterhäseler in Sachsen-Anhalt mit dem Schwerpunkt Getreideprodukte. Operativ wird die Produktion in Wassermungenau von der Gesellschaft Hans Henglein & Sohn GmbH getragen, die in Klosterhäseler von der Henglein GmbH & Co. KG. In Wassermungenau, dem Ursprungsort des Unternehmens, ist auch die Firmenleitung angesiedelt.

## Unternehmensstruktur
Alleinige Gesellschafterin der Henglein und Sohn GmbH und der Hans Henglein & Sohn GmbH ist die Henglein & Co. Handels- und Beteiligungsgesellschaft mbH & Co. KG.
Komplementär der Henglein & Co. Handels- und Beteiligungsgesellschaft mbH & Co. KG ist die Firma Henglein Geschäftsführungsgesellschaft mit beschränkter Haftung. Kommanditisten sind Mitglieder der Familie Henglein sowie die zum Konzern Unilever gehörende Schafft GmbH. Gesellschafter der Henglein Geschäftsführungsgesellschaft sind jeweils zur Hälfte Unilever und Norbert Henglein.
Die Henglein Geschäftsführungsgesellschaft ist zudem zusammen mit einem Mitglied der Familie Henglein Komplementärin der Henglein GmbH & Co. KG. Die Henglein & Co. Handels- und Beteiligungsgesellschaft, Norbert Henglein und Unilever sind dort Kommanditisten. Über das Tochterunternehmens Landmanns GmbH mit Sitz in Klosterhäseler und Zweigniederlassung in Wassermungenau werden verschiedene Handelsmarken vertrieben.

## Geschichte
1936 gründete Johann Henglein ein Fuhrunternehmen für landwirtschaftliche Erzeugnisse.
1960 begann Hans Henglein, der Sohn des Firmengründers, neben dem Viehhandel des Vaters mit dem Kartoffelhandel und führte Viehtransporte für andere Händler durch. 1973 übernahm er den Betrieb. 1976 begann er mit dem Abpacken von Kartoffeln in haushaltsüblichen Mengen.
1985 entwickelte Norbert Henglein einen vorgefertigten Kloßteig und begann diesen mit anfangs zwölf Mitarbeitern zu produzieren. 1988 siedelte das Unternehmen aus der Ortsmitte von Wassermungenau an den Ortsrand.
In Klosterhäseler wurde 1995 eine Fabrik für Hefeklöße auf dem Gelände der in Konkurs gegangenen Pommes-frites-Fabrik gebaut. 1997 wurde eine Vertriebs-GmbH in Polen gegründet und 1998 die Nürnberger Kloßteig und Hochreiter Frischteigwaren übernommen. 1999 wurde eine Produktionsstätte für Convenienceprodukte in Kattowitz aufgebaut. 2001 wurde mit der Produktion von Spätzle, Reibekuchenteig und Schupfnudeln, 2002 mit Blätter-, Pizza- und Sonderteigen, 2004 von Gnocchi und 2013 mit Kartoffel-Gnocchi und Mini-Knödeln begonnen. 2019 wurde die Hochreiter Frischteigwaren in Henglein NRW umbenannt und ein Zweigniederlassung in Iserlohn gegründet.
Im Jahr 2020 wurden am Produktionsstandort Wassermungenau eine weitere Produktionslinie und eine Verpackungshalle fertiggestellt. 2022 erfolgte dort auch die Einweihung eines neuen Verwaltungsgebäudes.